# 46e cérémonie des People's Choice Awards
La 46e cérémonie des People's Choice Awards, organisée par Procter & Gamble, ayant eu lieu le 15 novembre 2020 et récompensant les artistes, films, séries et chansons ayant le mieux servi la culture populaire. Elle a été retransmise aux États-Unis pour la troisième fois par E!.
Les nominations ont été annoncées le 1er octobre 2020.

## Performances
- Justin Bieber – "Lonely" (avec Benny Blanco), "Holy"[1]
- Chloe x Halle – "Ungodly Hour"[2]

## Palmarès
Les lauréats seront indiqués ci-dessous dans chaque catégorie et en caractères gras.

### Cinéma
| Film de l'année | Film familial de l'année | |
| --- | --- | --- |
| Bad Boys for Life - Birds of Prey - Tyler Rake - Hamilton - Invisible Man - The Old Guard - Project Power - Les Trolls 2 : Tournée mondiale | En avant - L'Appel de la forêt - Le Voyage du Docteur Dolittle - Mon Espion - Scooby ! - Sonic, le film - Les Trolls 2 : Tournée mondiale - La Famille Willoughby | |
| Film comique de l'année | Film d'action de l'année | Film dramatique de l'année |
| The Kissing Booth 2 - Bill et Ted sauvent l'univers - Eurovision Song Contest: The Story of Fire Saga - The King of Staten Island - Lady Business - The Lovebirds - À tous les garçons : P.S. Je t'aime toujours - The Wrong Missy | Mulan - Bad Boys for Life - Birds of Prey - Bloodshot - Tyler Rake - The Old Guard - Project Power - Tenet | Hamilton - Mensonges et Trahisons - USS Greyhound : La Bataille de l'Atlantique - La Voix du succès - J'y crois encore - Invisible Man - La photographe (en) - The Way Back |
| Star masculine de cinéma de l'année | Star féminine de cinéma de l'année | |
| Will Smith – Bad Boys for Life - Vin Diesel – Bloodshot - Robert Downey Jr. – Le Voyage du Docteur Dolittle - Jamie Foxx – Project Power - Tom Hanks – USS Greyhound : La Bataille de l'Atlantique - Chris Hemsworth – Tyler Rake - Lin-Manuel Miranda – Hamilton - Mark Wahlberg – Spenser Confidential                                            | Tiffany Haddish – Lady Business - Salma Hayek – Lady Business - Vanessa Hudgens – Bad Boys for Life - Camila Mendes – Mensonges et trahisons - Elisabeth Moss – Invisible Man - Issa Rae – The Lovebirds - Margot Robbie – Birds of Prey - Charlize Theron – The Old Guard | |
| Star de comédie de l'année | Star d'un film d'action de l'année | Star de film dramatique de l'année |
| Joey King – The Kissing Booth 2 - Noah Centineo – À tous les garçons : P.S. Je t'aime toujours - Pete Davidson – The King of Staten Island - Will Ferrell – Eurovision Song Contest: The Story of Fire Saga - Salma Hayek – Lady Business - Issa Rae – The Lovebirds - Keanu Reeves – Bill et Ted sauvent l'univers - David Spade – The Wrong Missy | Chris Hemsworth – Tyler Rake - Vin Diesel – Bloodshot - Jamie Foxx – Project Power - Vanessa Hudgens – Bad Boys for Life - Margot Robbie – Birds of Prey - Will Smith – Bad Boys for Life - Charlize Theron – The Old Guard - John David Washington – Tenet                | Lin-Manuel Miranda – Hamilton - Ben Affleck – The Way Back - K. J. Apa – J'y crois encore - Russell Crowe – Enragé - Tom Hanks – USS Greyhound : La Bataille de l'Atlantique - Elisabeth Moss – Invisible Man - Issa Rae – La photographe (en) - Tracee Ellis Ross – La Voix du succès |

### Télévision
| Série télévisée de l'année | Série télévisée de science-fiction ou fantastique de l'année |
| --- | --- |
| Grey's Anatomy - The Bachelor - The Last Dance - The Masked Singer - Mes premières fois - Outer Banks - This Is Us - Au royaume des fauves | Wynonna Earp - Flash - Legacies - Legends of Tomorrow - Locke and Key - Supergirl - Supernatural - Umbrella Academy |
| Série télévisée dramatique de l'année | Série télévisée de comédie de l'année |
| Riverdale - Grey's Anatomy - New York, unité spéciale - Outer Banks - Ozark - Power - This Is Us - The Walking Dead | Mes premières fois - Dead to Me - The Good Place - Grown-ish - Insecure - Modern Family - Saturday Night Live - Bienvenue à Schitt's Creek |
| Télé-réalité de l'année | Émission de compétition de l'année |
| L'Incroyable Famille Kardashian - Below Deck Mediterranean - Love & Hip Hop: New York - Love Is Blind - 90 Day Fiancé: Happily Ever After? - Queer Eye - Les Real Housewives d'Atlanta - Les Real Housewives de Beverly Hills                                                    | The Voice - America's Got Talent - American Idol - The Bachelor - The Challenge (en) - The Masked Singer - RuPaul's Drag Race - Top Chef |
| Star masculine de série télévisée de l'année | Star féminine de série télévisée de l'année |
| Cole Sprouse – Riverdale - Jason Bateman – Ozark - Sterling K. Brown – This Is Us - Steve Carell – Space Force - Dan Levy – Bienvenue à Schitt's Creek - Norman Reedus – The Walking Dead - Chase Stokes – Outer Banks - Jesse Williams – Grey's Anatomy                         | Ellen Pompeo – Grey's Anatomy - Christina Applegate – Dead to Me - Danai Gurira – The Walking Dead - Mariska Hargitay – New York, unité spéciale - Mandy Moore – This Is Us - Sandra Oh – Killing Eve - Lili Reinhart – Riverdale - Sofía Vergara – Modern Family |
| Star de série télévisée dramatique de l'année | Star de série télévisée de comédie de l'année |
| Mandy Moore – This Is Us - Sterling K. Brown – This Is Us - Danai Gurira – The Walking Dead - Mariska Hargitay – New York, unité spéciale - Sandra Oh – Killing Eve - Ellen Pompeo – Grey's Anatomy - Cole Sprouse – Riverdale - Chase Stokes – Outer Banks                      | Sofía Vergara – Modern Family - Christina Applegate – Dead to Me - Kristen Bell – The Good Place - Jameela Jamil – The Good Place - Dan Levy – Bienvenue à Schitt's Creek - Kate McKinnon – Saturday Night Live - Issa Rae – Insecure - Yara Shahidi – Grown-ish |
| Talk-show de jour de l'année | Talk-show de soirée de l'année |
| The Ellen DeGeneres Show - Good Morning America - The Kelly Clarkson Show - Live with Kelly and Ryan - Red Table Talk - Today - The View - The Wendy Williams Show | The Tonight Show Starring Jimmy Fallon - The Daily Show with Trevor Noah - Full Frontal with Samantha Bee - Jimmy Kimmel Live! - Last Week Tonight with John Oliver - The Late Late Show with James Corden - The Late Show with Stephen Colbert - Watch What Happens Live with Andy Cohen                                                                                 |
| Participant à une émission de compétition de l'année | Star de télé-réalite de l'année |
| Gigi Goode – RuPaul's Drag Race - Kandi Burruss – The Masked Singer - Sammie Cimarelli – The Circle - Rob Gronkowski – The Masked Singer - Jaida Essence Hall – RuPaul's Drag Race - Just Sam – American Idol - Madison Prewett – The Bachelor - Hannah Ann Sluss – The Bachelor | Khloé Kardashian – L'Incroyable Famille Kardashian - Kandi Burruss – Les Real Housewives d'Atlanta - Kim Kardashian – L'Incroyable Famille Kardashian - Antoni Porowski – Queer Eye - Lisa Rinna – Les Real Housewives de Beverly Hills - Darcey Silva & Stacey Silva – Darcey & Stacey - Jonathan Van Ness – Queer Eye - Porsha Williams – Les Real Housewives d'Atlanta |
| Série digne d'un marathon de 2020 | |
| Outer Banks - Cheer - Love is Blind - Mes premières fois - Normal People - Ozark - Bienvenue à Schitt's Creek - Au royaume des fauves | |

## Autres

### Champion du public (People's Champion Award)
- Tyler Perry[4]

### Icone de la mode de l'année (Fashion Icon Award)
- Tracee Ellis Ross[5]

### Icone du public de l'année (People's Icon Award)
- Jennifer Lopez[6]